# Linda Hopkins

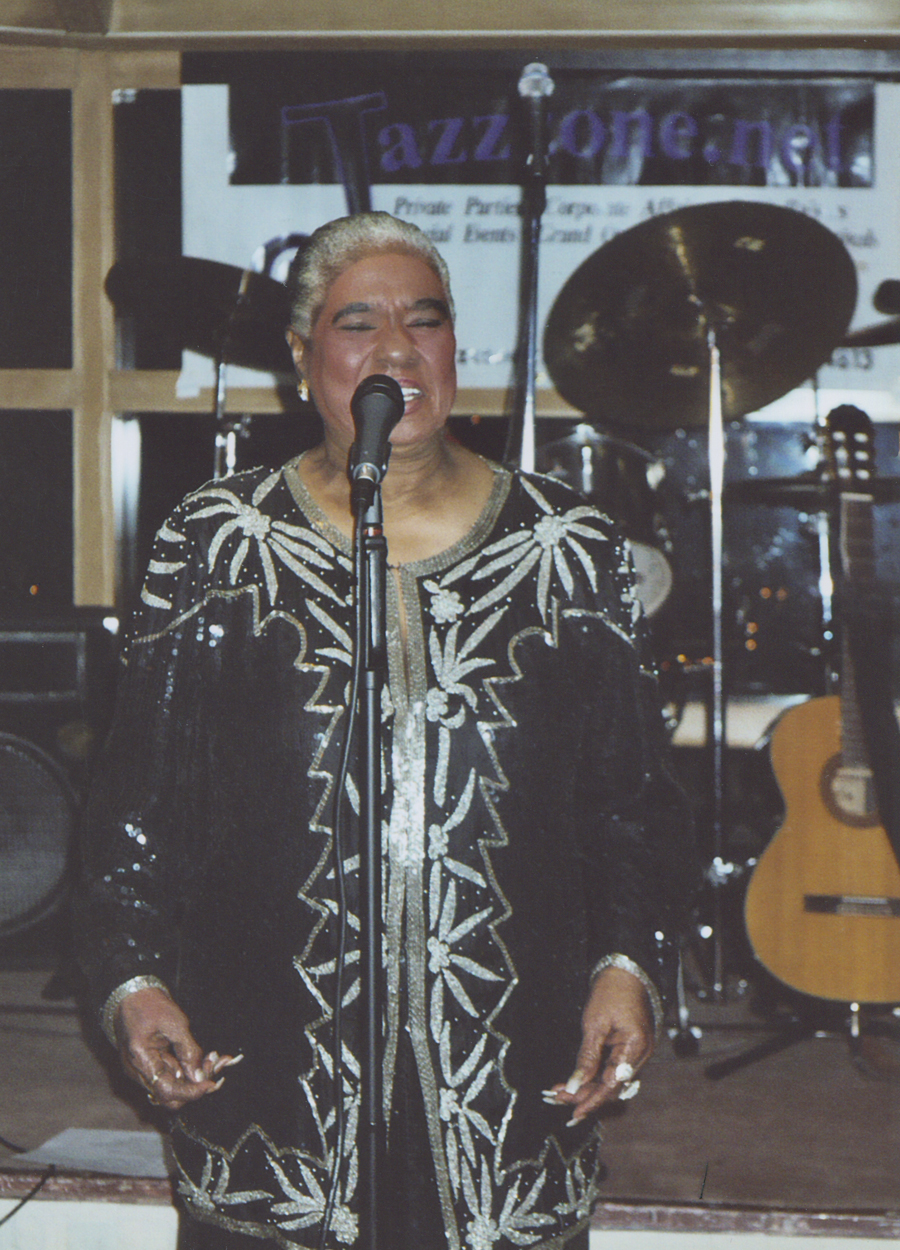
Linda Hopkins

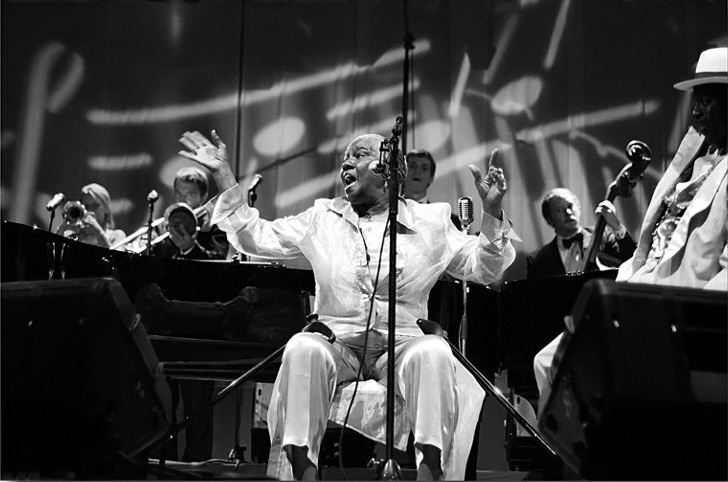
Linda Hopkins (2005)

Linda Hopkins (* 14. Dezember 1924 in New Orleans, Louisiana; † 10. April 2017 in Milwaukee, Wisconsin) war eine US-amerikanische Blues- und Gospel-Sängerin.

## Leben
Linda Hopkins wurde als Elfjährige von Mahalia Jackson entdeckt. Sie war der Star vieler musikalischer Revuen; in den 1990er Jahren tourte sie mit Maxine Weldon in der Show Wild Women Blues.

## Bühnenauftritte
- Me and Bessie, die von ihr selbst als One-Woman-Show geschriebene Revue zeichnet das Leben und Schaffen der großen Blues-Sängerin Bessie Smith nach. Die Revue feierte 1974 in Los Angeles ihre Weltpremiere.
- Black and Blue von Claudio Segovia und Hector Orezzoli, 1985 in Paris uraufgeführt.
- Wild Women Blues von Mel Howard, 1997 in Berlin uraufgeführt.

## Auszeichnungen
- Tony Award
- Drama Desk Award